# 李奉昌
李奉昌（韓語：이봉창，1900年8月10日—1932年10月10日）本貫全州李氏，是朝鮮日治時期的韓國獨立運動家。

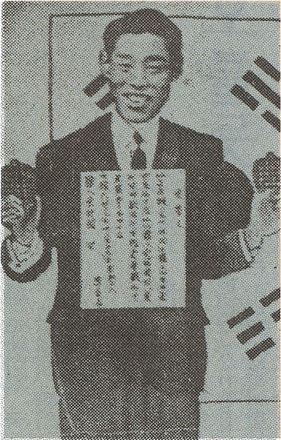
带着誓言和手榴弹在太极旗前合影留念的李奉昌

## 生平
生於漢城府，1932年1月8日，爭取大韓民國獨立的組織韓人愛國團派李奉昌到日本東京袭击正在閱兵的昭和天皇（是為櫻田門事件），最終手榴彈只傷及一名近衛兵，李奉昌拿出太极旗並高呼「大韓獨立萬歲」，很快李奉昌被警方逮捕。同年因大逆罪被判死刑。很快就被處決。他的刺殺行為被尹奉吉效仿，並促使虹口公园义举發生。韩国光复以后，金九将李奉昌的遺骸带回韓國。1946年，李奉昌与尹奉吉、白贞基两位人士一并葬于孝昌公园。

## 死後
李奉昌於1962年獲大韓民國第二共和國追授建國勳章，並於1992年發行紀念郵票。

## 作品

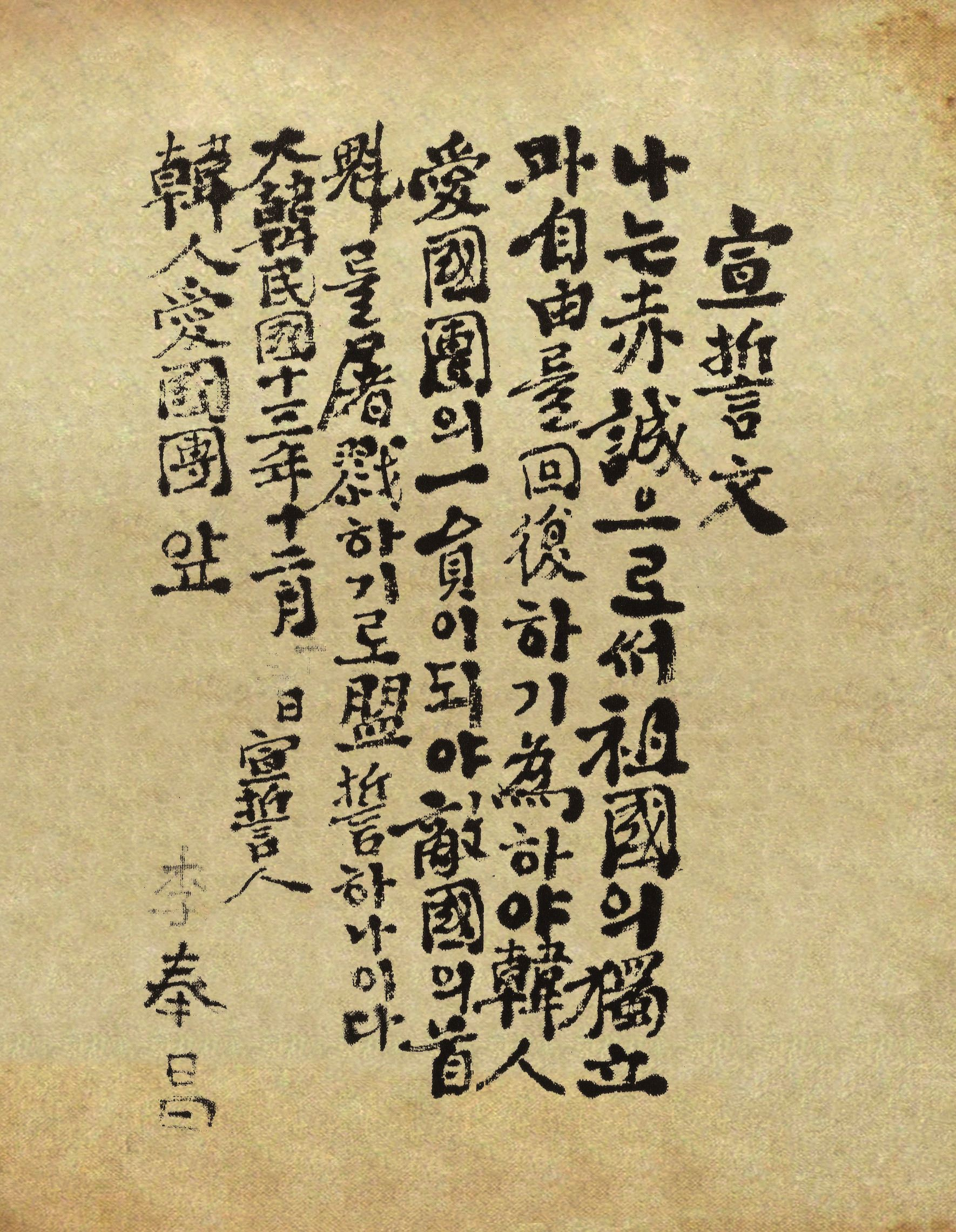
李奉昌行刺前的愛國宣誓文，以漢諺混用文寫成

-{나는 赤誠으로써 祖國의 獨立과 自由를 回復하기 為하야 韓人愛國團의 一員이 되야 敵國의 首魁를 屠戮하기로 盟誓하나이다
大韓民國十三年十二月十三日
宣誓人 韓人愛國團앞   李奉昌
}-